# Faramea gagnepainiana
Faramea gagnepainiana är en måreväxtart som beskrevs av Auguste François Marie Glaziou. Faramea gagnepainiana ingår i släktet Faramea och familjen måreväxter. Inga underarter finns listade i Catalogue of Life.